# ティーンスピリット
株式会社ティーンスピリットは、日本の芸能プロダクション。2019年11月より、非言語の子供向けエンタメと海外事業に注力している。

## 概要
連続起業家の宮地俊充が、ネット芸能と既存芸能を掛け合わせた新しいエンタメを創るために設立した企業である。

## 沿革
2018年
- 2月1日 - 設立
- 7月28, 29日 - 第一弾アーティスト女性ダンスボーカルグループのオーディション開催
- 8月29日 - 第一弾アーティスト女性ダンスボーカルグループのグループ名、コンセプトムービーを公開[2]
- 11月21日 - 第二弾アーティスト女性ダンスボーカルグループのメンバー募集開始[3]
- 12月4日 - 第一弾アーティスト女性ダンスボーカルグループSPECIAL NIGHTのメンバー発表、アーティスト写真が公開[4]

2019年
- 4月17日 - 第一弾アーティスト女性ダンスボーカルグループSPECIAL NIGHTがデビュー
- 7月19日 - 第一弾アーティスト女性ダンスボーカルグループSPECIAL NIGHTが渋谷O-nestで初ワンマンライブ
- 10月31日 - 第一弾アーティスト女性ダンスボーカルグループSPECIAL NIGHTが活動休止を発表
- 11月 - 運営するティーンスピリットsalonで非言語の子供向けエンタメ、海外事業に注力すると公表

## 所属アーティスト
第一弾アーティストとして、2018年夏に12～18歳の女性を対象としたダンスボーカルグループのオーディションを実施。
グループ名は「SPECIAL NIGHT」、コンセプトは「境界線を曖昧にする(ことで生きやすい社会を創る) 」となることが発表された。